# Max Morinière
Pour les articles homonymes, voir Morinière.
Max Morinière, né le 16 février 1964 à Fort-de-France, en Martinique, est un athlète français, pratiquant le sprint.

## Biographie
Il a notamment fait partie de l'équipe qui battit le record du monde du 4 × 100 mètres en 1990. Le 3 juillet 1987 à Lyon (Parilly), il égale le record de France du 100 m détenu par Antoine Richard depuis le 9 août 1986.
Le 1er septembre 1990, lors des Championnats d'Europe de Split, Max Morinière établit un nouveau record du monde du relais 4 × 100 m en compagnie de Daniel Sangouma, Jean-Charles Trouabal et Bruno Marie-Rose, en 37 s 79, améliorant de 4/100e l'ancien meilleur temps mondial détenu par les États-Unis depuis la saison 1984.
Son cousin Claude Morinière a été champion de France de saut en longueur.

### Palmarès
| Date | Compétition             | Lieu       | Résultat | Épreuve   |
| ---- | ----------------------- | ---------- | -------- | --------- |
| 1989 | Jeux de la Francophonie | Casablanca | 3e       | 100 m     |
| 1989 | Jeux de la Francophonie | Casablanca | 1er      | 4 × 100 m |
| 1988 | Jeux olympiques         | Séoul      | 3e       | 4 × 100 m |
| 1990 | Championnats d'Europe   | Split      | 1er      | 4 × 100 m |
| 1991 | Championnats du monde   | Tokyo      | 2e       | 4 × 100 m |

- Championnats de France
  -  vainqueur du 100 mètres en 1987 et 1988

### Records
- Recordman de France du 100 m en 1987, en 10 s 09.
- Recordman de monde du 4 × 100 m en 1990, en 37 s 79.

### Distinctions
- Champion des champions français du journal L'Équipe (avec Bruno Marie-Rose, Jean-Charles Trouabal et Daniel Sangouma) en 1990